# Baronia de Quadras

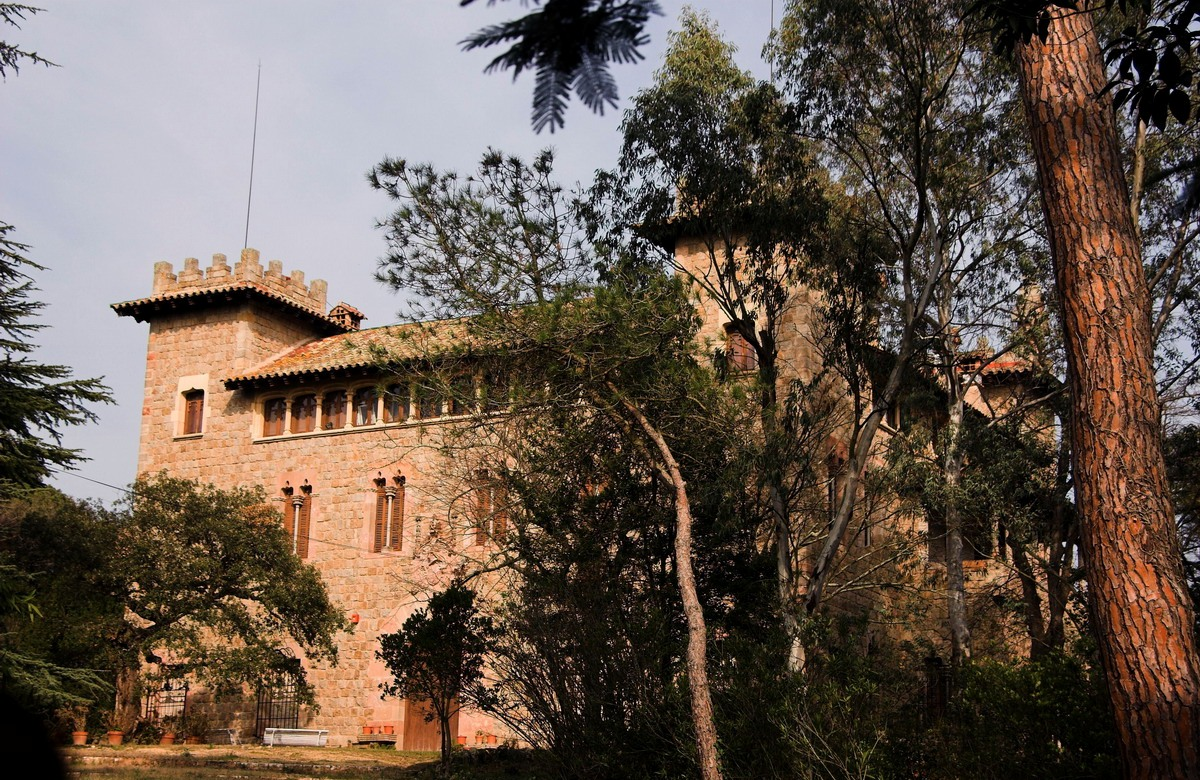
Castell-palau de Quadras a Massanes

La Baronia de Quadras és un títol concedit el 1900 per la reina-regent d'Espanya Maria Cristina d'Àustria a l'industrial i cavaller de l'orde del Sant Sepulcre Manuel de Quadras i Feliu (1860-1927), fill de l'empresari osonenc Josep Quadras i Prim, en memòria d'una antiga senyoria de la seva casa que datava de 1378.

## Barons de Quadras
- Manuel de Quadras i Feliu (1900-1927)

1. Casat amb Joana Anna Veiret i Xipell. El succeí, en 1927, el seu fill:

- Josep de Quadras i Veiret (1927-1966)

1. Casat amb Maria del Pilar de Camps i de Casanova. El succeí, en 1966, la seva filla:

- Maria Joana de Quadras i de Camps 	(1966-)

1. Casada amb Joan de Querol i de Muller, comte de Rius (†21-09-2008).[3]